# Liste der Kulturgüter in Le Landeron
Die Liste der Kulturgüter in Le Landeron enthält alle Objekte in der Gemeinde Le Landeron im Kanton Neuenburg, die gemäss der Haager Konvention zum Schutz von Kulturgut bei bewaffneten Konflikten, dem Bundesgesetz vom 20. Juni 2014 über den Schutz der Kulturgüter bei bewaffneten Konflikten sowie der Verordnung vom 29. Oktober 2014 über den Schutz der Kulturgüter bei bewaffneten Konflikten unter Schutz stehen.
Objekte der Kategorien A und B sind vollständig in der Liste enthalten, Objekte der Kategorie C fehlen zurzeit (Stand: 1. Januar 2023).

## Kulturgüter
| Foto | | Objekt | Kat. | Typ | Standort                             | Beschreibung                                                                                             |
| ---- | --- | --- | ---- | --- | ------------------------------------ | --- |
| ja   | Datei hochladen · Wikidata zu Rathaus mit Kapelle der zehntausend Ritter (Q29523045)                      | Rathaus mit Kapelle der zehntausend Ritter / Hôtel de ville avec Chapelle Dix-Mille-Martyrs KGS-Nr.: 04025                                      | A    | G   | Ville 35 571613 / 211081             | |
| ja   | Datei hochladen · Wikidata zu St. Anna-Kapelle (Q29523006)                                                | Kapelle Sainte-Anne / Chapelle Sainte-Anne KGS-Nr.: 04026                                                                                       | A    | G   | Combes 570415 / 212031               | |
| ja   | Datei hochladen · Wikidata zu Saint-Maurice-Brunnen (Q29523026)                                           | Saint-Maurice-Brunnen / Fontaine de Saint-Maurice KGS-Nr.: 04028                                                                                | A    | K   | Bourg sud 571589 / 211083            | |
| BW   | Datei hochladen · Wikidata zu Rathausmuseum (Landeron) (Q27484072)                                        | Museum KGS-Nr.: 08731 | A    | S   | Ville 35 571613 / 211081             | |
| ja   | Datei hochladen · Wikidata zu Vaillant-Brunnen (Q29523034)                                                | Vaillant-Brunnen / Fontaine du Vaillant KGS-Nr.: 09487                                                                                          | A    | G   | Bourg nord 571570 / 211178           | |
| ja   | Datei hochladen · Wikidata zu Vieille Thielle, Ensemble von neolithisch-römischen Fundstellen (Q29522726) | Vieille Thielle, Ensemble von neolithisch-römischen Fundstellen / Vieille Thielle, ensemble de sites néolithiques-époque romaine KGS-Nr.: 09630 | A    | F   | 571401 / 210600                      | Objekt liegt teilweise auf den Gemeindegebieten von Cornaux (KGS-Nr. 09632) und Cressier (KGS-Nr. 09631) |
| ja   | Datei hochladen · Wikidata zu Croix du Bourg (Q29523014)                                                  | Croix du Bourg KGS-Nr.: 09796 | A    | K   | Centre Bourg 571575 / 211134         | |
| BW   | Datei hochladen · Wikidata zu Schloss Le Landeron (Q2242107)                                              | Ancien château / Altes Schloss KGS-Nr.: 04029                                                                                                   | B    | G   | Ville 4 571539 / 211190              | |
| ja   | Datei hochladen · Wikidata zu Nördliches Vorwerk (Q29785971)                                              | Boluart, ouvrage avancé (nord) / Boluart, nördliches Vorwerk KGS-Nr.: 04031                                                                     | B    | G   | Rue Saint-Maurice 18 571550 / 211261 | |
| ja   | Datei hochladen · Wikidata zu Portette-Turm (Q29785972)                                                   | Portette-Turm / Tour de la Portette KGS-Nr.: 04032                                                                                              | B    | G   | Ville 571605 / 211044                | |
| ja   | Datei hochladen · Wikidata zu Uhrturm (Q29785974)                                                         | Uhrturm / Tour de l’horloge KGS-Nr.: 04033 | B    | G   | Ville 571570 / 211210                | |
| BW   | Datei hochladen                                                                                           | Museum im Rathaus / Musée de l’Hôtel de Ville KGS-Nr.: 08731                                                                                    | B    | S   | Ville 35 571614 / 211083             | |
| ja   | Datei hochladen · Wikidata zu Église Saint-Maurice (Q29785963)                                            | Kirche Saint-Maurice / Église Saint-Maurice KGS-Nr.: 09456                                                                                      | B    | G   | Rue Saint-Maurice 571620 / 211472    | |
| ja   | Datei hochladen · Wikidata zu Solothurnerhaus (Q29785965)                                                 | Solothurnerhaus / Maison de Soleure KGS-Nr.: 11839                                                                                              | B    | G   | Ville 20, 22 571555 / 211127         | |
| ja   | Datei hochladen · Wikidata zu Russenhäuser (Q29785969)                                                    | Russenhäuser / Maisons de la Russie KGS-Nr.: 11936                                                                                              | B    | G   | La Russie 6, 8 572031 / 211750       | |
| BW   | Datei hochladen                                                                                           | Gemeindearchiv / Archives communales KGS-Nr.: 17487                                                                                             | B    | S   | Ville 35 571613 / 211084             | |